# Campo base - Il mondo dell'avventura
Campo base - Il mondo dell'avventura  è stato un programma televisivo italiano condotto da Ambrogio Fogar trasmesso da TV Koper-Capodistria,  dal 1989 al 1991 e da TELE+2 dal 1990 al 1991. Il programma era conosciuto anche soltanto come Campo base.
Inoltre è stato realizzato anche Speciale campo base, si trattava di una versione speciale che veniva sempre condotta da Ambrogio Fogar ed è andata in onda per gli stessi anni e sulle stesse reti.
Si trattava di un programma incentrato sull'avventura, sullo sport, sulla conoscenza e sulla divulgazione, anche tramite speciali.